# Kārlis Muižnieks
Kārlis Muižnieks (ur. 25 marca 1964 w Rydze) – łotewski koszykarz występujący na pozycji rzucającego obrońcy, reprezentant kraju, po zakończeniu kariery zawodniczej trener koszykarski, obecnie trener Prometey Kamieńskie.
W latach 2009–2012 prowadził drużynę Trefla Sopot.
W sezonie 2011/2012 trenerzy Polskiej Ligi Koszykówki wybrali Muižnieksa na trenera roku.

## Osiągnięcia
Na podstawie, o ile nie zaznaczono inaczej.

### Zawodnicze

#### Klubowe
- Mistrz Łotwy (1992, 1993, 1995)
- Wicemistrz Łotwy (1997, 1999)
- Brązowy medalista Związku Radzieckiego (1989)

#### Indywidualne
- Lider:
  - strzelców ligi łotewskiej (1993)
  - w asystach ligi łotewskiej (1993)

#### Reprezentacja
- Uczestnik:
  - mistrzostw Europy (1993 – 10. miejsce, 1997 – 16. miejsce)
  - kwalifikacji do mistrzostw Europy (1995, 1997)

### Trenerskie

#### Drużynowe
- Mistrzostwo:
  - EuroChallenge (2008)
  - Łotwy (2002, 2003, 2004, 2005, 2006, 2008)
- Wicemistrzostwo:
  - Łotwy (2007)
  - Polski (2012)
- Brąz:
  - NEBL (2002)
  - mistrzostw Ukrainy (2020)[2]
- Pucharu Polski (2012)
- Uczestnik mistrzostw Europy (2005 – 13. miejsce, 2007 – 13. miejsce)

#### Indywidualne
- Najlepszy Trener PLK (2012)[3]